# Richard Knill Freeman

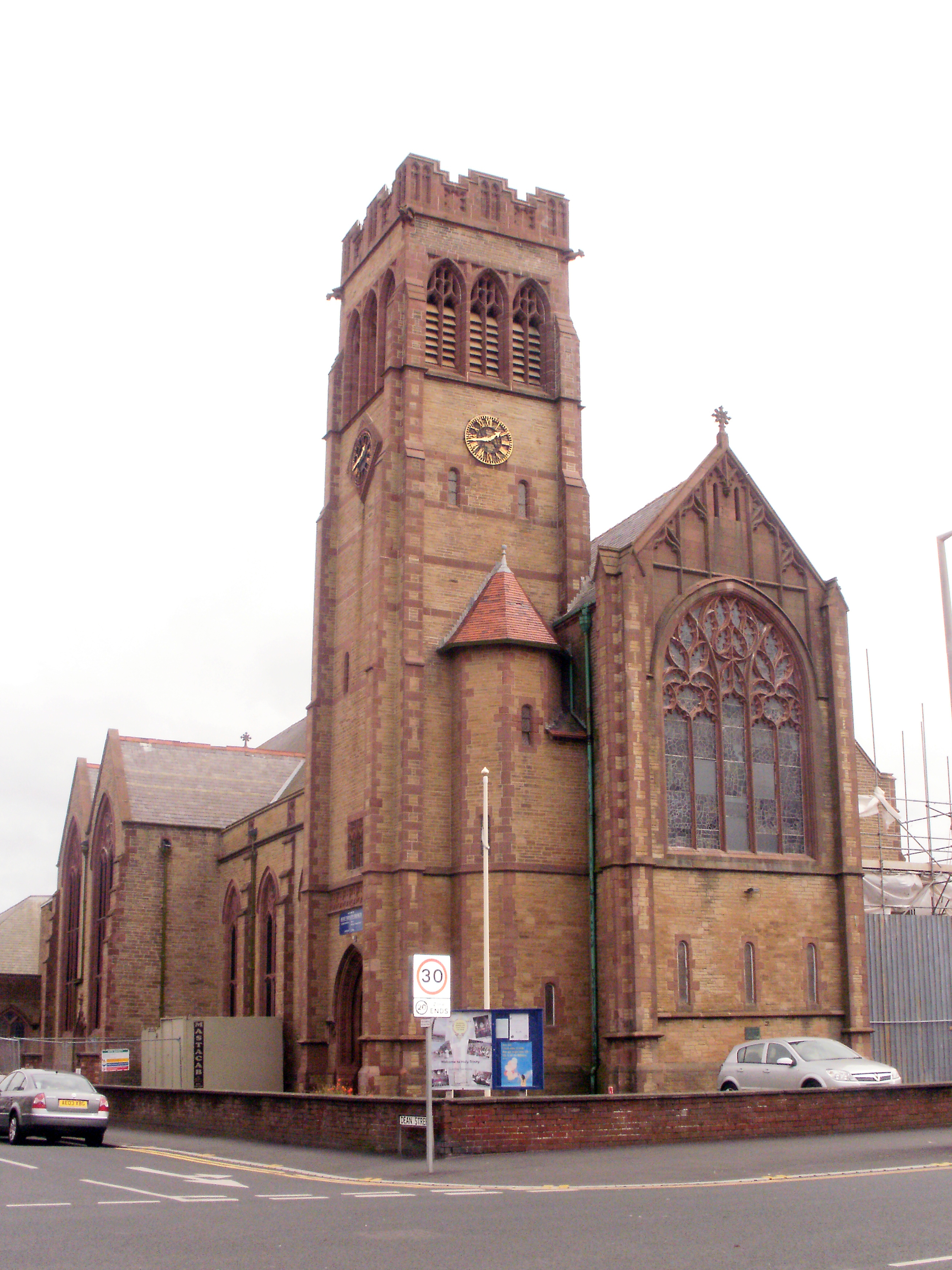
Église de la Trinité, Blackpool, 1895.

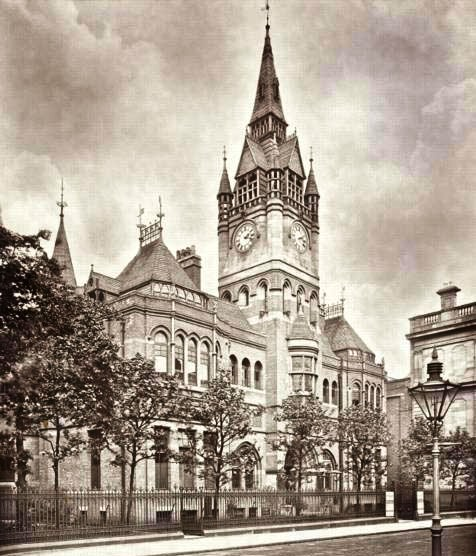
Le Derby Museum and Art Gallery et la bibliothèque centrale de Derby de Richard Knill Freeman en 1876

Richard Knill Freeman, né dans le quartier Stepney de Londres en 1840 et mort le 24 juin 1904, est un architecte britannique qui commença sa carrière à Derby et déménagea à Bolton dans le Lancashire à la fin des années 1860. On peut retrouver ses bâtiments,  de style néogothique, dans plusieurs villes et villages industriels du nord de l'Angleterre. Parmi ses œuvres se trouvent églises nouvelles et restaurées, bâtiments municipaux, hôpitaux, lycées et maisons particuliers. Il travailla sur un total de 140 bâtiments dont seulement la moitié resta telle quelle. 
Richard Freeman fut membre du club des architectes de Manchester et en fut président de 1890 à 1891 .

## Carrière
Le travail de Freeman comprend des églises nouvelles, des restaurations, des presbytères, des écoles, des habitations, des musées, des bâtiments municipaux et des hôpitaux. Il dessina des plans pour étendre la jetée de Southport et pour le « Pavillon indien » de North Pier à Blackpool en 1874. Son Derby Museum and Art Gallery, cadeau de Michael Thomas Bass à la ville de Derby, fut terminé en 1876.
En 1882, il gagna le premier concours du Musée national d'Irlande à Dublin avec un dessin d'un « bâtiment de forme quadrangulaire avec un toit mansardé » mis à disposition des collections du Royal Irish Academy, mais comme aucun architecte irlandais n'avait été sélectionné, une controverse mena à l'organisation d'un deuxième concours en 1883, remporté par Thomas Newenham Deane & Son.
En 1878, il fut sélectionné pour dessiner les plans de St. Andrew's Anglican Church à Moscou en Russie. En réponse à l'accroissement de la communauté britannique de Moscou, les représentants de l'église voulait un architecte anglais et Freeman répondit en proposant des plans pour une « église anglaise typique de style néogothique ». L'église fut terminée en 1884.
En 1887, Freeman fut l'architecte d'une demeure de Bryerswood à Far Sawrey. Il délégua la tâche de superviser la construction à son assistant, Dan Gibson. Le paysagiste anglais Thomas Hayton Mawson fut recruté pour concevoir l'aménagement du jardin. Le trio travailla à nouveau ensemble dans les mêmes rôles sur Graythwaite Hall à Newby Bridge. Gibson et Mawson furent même partenaire pour un temps après cela.
La Holy Trinity Church de Blackpool fut achevée en 1895, tout comme l'église de St Lawrence de Barton à Preston dans le Lancashire. Il fit construire également l'église Ste Margaret à Hollingwood, fit du travail de restauration sur l'église de Worsley et conçut les plans pour un hôpital.
Son fils, Frank Richard Freeman (1870-1934), fut aussi architecte. Il continua le métier de son père sous le nom de Freeman & Son et construisit plusieurs églises dans un style similaire à celui de son père.